# Passiflora alata
Passiflora alata is een passiebloem waarvan het oorspronkelijke verspreidingsgebied onzeker is. Vermoedelijk stamt de soort uit het oosten van Brazilië. De plant wordt op een aantal plaatsen in Zuid-Amerika gekweekt voor zijn eetbare vruchten. De soort wordt vaak verward met verwante soorten zoals de in alle dimensies grotere Passiflora quadrangularis, Passiflora trialata en de zeer sterk gelijkende Passiflora phoenicea, die onderscheiden kan worden door de helder gele honingklieren op het bovenste derde gedeelte van de bladsteel.
De stengels zijn vierhoekig en gevleugeld (alata = gevleugeld). De plant klimt met behulp van onvertakte ranken die in de bladoksels ontspringen. De ranken worden in de bladoksels geflankeerd door steunblaadjes. De bladstelen zijn tot 5 cm lang. De afwisselend geplaatste bladeren zijn ongelobd, ovaal en tot 22 × 13 cm groot. De alleenstaande bloemstelen zijn tot 6 cm lang. De hangende bloemen zijn rood, violet en wit van kleur en 7-12 cm breed. De kelkbladeren zijn rood, ovaal, en tot 5 × 2 cm groot. De kroonbladeren zijn rood en iets kleiner dan de kelkbladeren. De corona bestaat uit vier tot zes rijen met violette en witte banden De buitenste twee rijen zijn tot 4 cm lang en in het bovenste derde gedeelte gegolfd. In het midden van de corona steekt de androgynofoor uit. De plant heeft kruisbestuiving nodig met een andere kloon van dezelfde soort voor geslachtelijke voortplanting. De vruchten zijn ovaal- of eivormig, 8-15 × 5-10 cm groot, 90-300 g zwaar en geel tot oranje van kleur. De lichtoranje pulp van de vruchten is eetbaar en smaakt zurig en aromatisch.
Passiflora alata gedijt het beste in een broeikas, maar hij kan ook in de huiskamer worden gehouden. In de buurt van de centrale verwarming zal de plant echter veel bladeren verliezen. Een jonge plant doet er twee tot drie jaar over om in bloei te komen. De plant is te vermeerderen door stekken of door zaaien.
Een bekende cultivar is  Passiflora alata 'Shannon' met grote bleekroze bloemen. Bekende hybrides van Passiflora alata zijn Passiflora ×decaisneana (Passiflora alata × Passiflora quadrangularis) en Passiflora ×belotii (Passiflora alata × Passiflora caerulea).

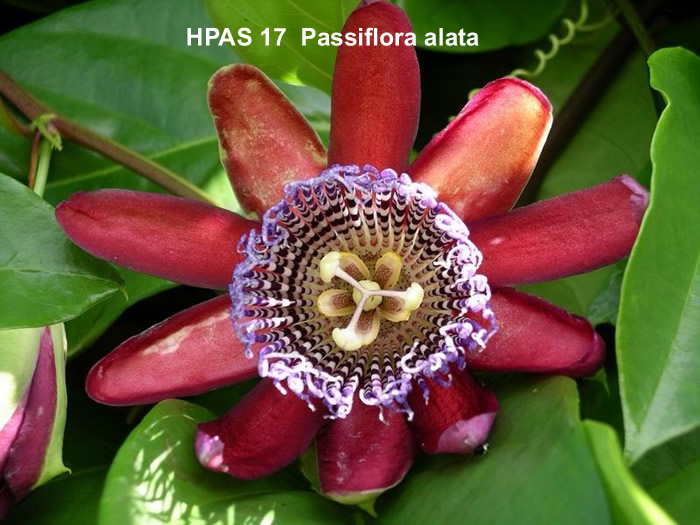
Passiflora alata